# 塔尔考
塔尔考是德国石勒苏益格－荷尔斯泰因州的一个市镇。总面积4.88平方公里，总人口529人，其中男性265人，女性264人（2011年12月31日），人口密度108人/平方公里。